# Unbisept
Unbisept (Ubs, ang. unbiseptium) – niezsyntetyzowany dotąd, hipotetyczny pierwiastek chemiczny o liczbie atomowej 127. Zamknięta powłoka jądrowa pierwiastka 126 może wywierać efekt stabilizujący na podobne nuklidy, w związku z czym oczekuje się, że jądra unbiseptu mogą istnieć.

## Nazwa
Dla nieodkrytych pierwiastków superciężkich jest stosowane nazewnictwo systematyczne rekomendowane przez IUPAC. Nazwa pierwiastka została utworzona na podstawie jego liczby atomowej, z zestawienia przedrostków un+bi+sept, czyli 1+2+7.

## Historia
Pierwszą i jedyną dotąd próbę syntezy pierwiastka 127 podjęto w Instytucie Badań Ciężkich Jonów w Darmstadt, w 1978 roku. Tarcza z tantalu, zawierająca naturalną mieszaninę izotopów, była bombardowana jonami 136Xe:
nat73Ta + 13654Xe → 316,317127Ubs* → bez wyniku
Nie uzyskano pozytywnego wyniku.